# شركة اتحاد المقاولين
شركة اتحاد المقاولين، بالإنجليزية،(Consolidated Contractors Company) هي شركة بناء وأشغال عامة أسسها سنة 1952 سعيد خوري، حسيب الصباغ وكامل عبد الرحمن في لبنان. انتقل مقرها مع بدايات الحرب الأهلية اللبنانية إلى أثينا رغم أن أعمالها تتركز أساساً في السعودية وباقي العالم العربي. تعتبر من أكبر شركات المقاولات في الوطن العربي وحتى على المستوى العالمي خصوصاً في مجال المنشآت النفطية والبتروكيمياوية. حققت سنة 2005 إيرادات بلغت 2.735 مليار دولار وتشغّل أكثر من 66 ألف عامل.

## التاريخ
في صيف عام 1941، بعد تخرجه من الجامعة الأمريكية في بيروت، عاد حسيب صباغ، أحد مؤسسي CCC، إلى فلسطين ليجد وظيفة. بعد عدد من عروض العمل المخيبة للآمال، قرر بدء عمله الخاص وتوجه إلى بيروت في ربيع عام 1948، حيث لجأ بالفعل عدد من إخوته وأخواته بسبب الحرب العربية الإسرائيلية. أسس حسيب شركته الخاصة مع صهره سعيد خوري وبعض رجال الأعمال الآخرين من سوريا ولبنان، وأطلق عليها اسم شركة اتحاد المقاولين.
كان المقر الأول للشركة في حمص بسوريا، ولكن انتقل لاحقًا إلى بيروت، حيث أصبح مؤسسو شركة حسيب صباغ وسعيد خوري وكامل عبد الرحمن، المالكين الوحيدين لشركة اتحاد المقاولين لإنشاء شركة الإنشاءات العربية. في عام 1950، فازت شركة اتحاد المقاولين بعقد كبير لبناء خطوط أنابيب من كركوك في العراق إلى بانياس في سوريا وطرابلس في لبنان. في عام 1952، تمكنت CCC من الحصول على عقد كبير آخر لمشروع مشترك بين بكتل ويمبي، (بكتل _ويمبي) هذه المرة في عدن، لبناء مصفاة كبيرة ومعسكر للعمال. بعد عام، فازت شركة اتحاد المقاولين بمشاريع في الإمارات العربية المتحدة والبحرين وقطر. في عام 1973، أنشأت شركة اتحاد المقاولين شركة الإنشاءات البترولية الوطنية في أبو ظبي، لتقديم الخدمات البحرية لصناعات النفط والغاز في جميع دول الخليج العربي. تبلغ عائدات NPCC السنوية اليوم أكثر من 800 مليون دولار أمريكي 
في عام 1975، عندما اندلعت الحرب الأهلية في لبنان، نقلت شركة اتحاد المقاولين مقرها أولاً إلى لندن ثم إلى أثينا عام 1976. وفي نفس العام، قرر عبد الرحمن بيع أسهمه في شركة اتحاد المقاولين إلى الصباغ وخوري. في الثمانينيات، تمت إعادة هيكلة CCC وكان مالكو CCC يهدفون إلى توسيع عمليات الشركة في أوروبا والولايات المتحدة وآسيا. اشترت CCC شركة هندسة تحت الماء، (هندسة تحت الماء)[9] وهي شركة بريطانية عملت في مشاريع النفط تحت الماء، وشركة ACWa ،] وهي شركة بيئية. اشترت CCC أيضًا شركة سيكون، وهي شركة هندسية ميكانيكية إيطالية متخصصة في المشاريع المتعلقة بالبترول.  ثم استحوذوا على مجموعة مجموعة مورغانتي، وهي شركة إنشاءات في الولايات المتحدة.
لتنويع مشاريعها، بدأت CCC شراكة مع OXY الكندية، وفازت بمناقصة للتنقيب عن النفط في المسيلة، جنوب اليمن. لحسن الحظ، تم العثور على النفط بكميات كبيرة. بلغت صادرات النفط من ماسيلا ذروتها عند 170 ألف برميل يوميًا.
وجه الغزو العراقي للكويت في أغسطس 1990 ضربة قوية لعمليات شركة اتحاد المقاولين، في منطقة الخليج العربي. اضطرت الشركة إلى نقل جميع موظفيها من الكويت وإغلاق عملياتها التجارية هناك. ومع ذلك، بحلول منتصف التسعينيات، برزت CCC مرة أخرى كشركة مزدهرة بعد أن نجحت في اجتياز فترات الركود الاقتصادي والسياسي في أوائل التسعينيات، ونمت لتصبح شركة إنشاءات دولية كبيرة متعددة الاستخدامات ومتنوعة كما هي اليوم.
في عام 2019، تتخصص CCC في [5]
«أعمال الإنشاءات المدنية الثقيلة، والمباني وأعمال الهندسة المدنية، وأعمال الهندسة الميكانيكية والمنشآت الصناعية الثقيلة والخفيفة، والأعمال البحرية، والمنشآت البحرية، والطرق السريعة، والطرق والمطارات، وخطوط أنابيب المياه والغاز والنفط والطين».

## مشاريع بارزة
- تمتلك شركة اتحاد المقاولين (CCC) محفظة تشمل مصانع، النفط، والغاز، والمصافي، ومنشآت البتروكيماويات، وخطوط الأنابيب، ومحطات الطاقة وتحلية المياه، والصناعات الخفيفة، ومحطات معالجة المياه والصرف الصحي، والمطارات، والموانئ، والأعمال المدنية الثقيلة، والسدود، والخزانات، وأنظمة التوزيع، وشبكات الطرق وناطحات سحاب.[8]

- تقوم شركة اتحاد المقاولين ببناء مترو الرياض، [9]قامت شركة اتحاد المقاولين ببناء القسم الأذربيجاني، من خط أنابيب باكو - تبيليسي - جيهان.[10]خط الأنابيب عبارة عن خط أنابيب نفط خام يبلغ طوله 1768 كيلومترًا (1099 ميل) من حقل نفط أذري-جيراق-جونشلي في بحر قزوين إلى البحر الأبيض المتوسط. يربط باكو، عاصمة أذربيجان وجيهان، ميناء على الساحل الجنوبي الشرقي للبحر الأبيض المتوسط لتركيا، عبر تبليسي، عاصمة جورجيا. وهو ثاني أطول خط أنابيب نفط في الاتحاد السوفيتي السابق، بعد خط أنابيب دروجبا. تضمن نطاق CCC الهندسة والمشتريات والتركيب والتشييد والتشغيل لخط أنابيب النفط الخام والغاز بطول 886 كم.[11]

- قامت شركة اتحاد المقاولين، ببناء القصر الرئاسي في أبو ظبي، بتكلفة مليار دولار. يضم القصر مكاتب الرئيس وولي العهد والوزراء. يقع على مساحة 1,500,000 متر مربع بما في ذلك القصر، والتي ستكون 160,000 متر مربع. تشمل المباني الملحقة، التي تبلغ مساحتها 23000 متر مربع، مجلسًا عامًا ومسجدًا وأماكن إقامة للموظفين والعسكريين ومجمع خدمات وبوابات وأبراج مراقبة مختلفة. يتضمن المشروع أيضًا 2000 متر من جدار بحري طوله ستة أمتار و 4 ملايين متر مكعب من أعمال الحفر.

- تقوم شركة اتحاد المقاولين الآن ببناء مشروع مشترك مترو الرياض [15]

- مشروع مشترك بين، CCC وسايبم أنجز الأعمال الرئيسية في حقل كاراشاجاناك في غرب كازاخستان. وبلغت قيمة المشروع نحو 1.1 مليار دولار.[12] يغطي العقد الأعمال المدنية والبنية التحتية والأعمال الميكانيكية المتعلقة بوحدة إنتاج ومنشآت إعادة حقن الغاز، ومحطة معالجة الغاز، وخط أنابيب بطول 635 كم × 24 بوصة مع محطة ضخ ومحطة.

- في أبو ظبي، ساهمت شركة اتحاد المقاولين في بناء مشروع الغاز المرتبط البحري، [13]ومنشآت حبشان، وأكبر وحدة تكسير للإيثيلين في العالم. [25] المشاريع الجارية هي لاندمارك (أبو ظبي)، بمجرد اكتمالها في عام 2011، سيكون المشروع ثاني أعلى برج في أبو ظبي (324 م)، [26] ميناء خليفة [27] محطة شاه الكبريت وخطوط الأنابيب،

- في أماكن أخرى من الخليج العربي، تعمل شركة اتحاد المقاولين في عدد من المشاريع الكبرى في قطر، بما في ذلك: منشآت إنتاج الخرسانية ومصانع الغاز في المنطقة الشرقية بالمملكة العربية السعودية.[14]صالة خليفة الرياضية، الدوحة، قطر. هذه القاعة الرياضية الجديدة هي أكبر مرفق داخلي مكيف الهواء من نوعه في العالم.[15]

- قامت شركة اتحاد المقاولين ببناء مشروع كورنيش النيل في القاهرة: أحد أكبر مشاريع البناء في مصر [16]وفندق ريتز كارلتون في الدوحة

- قصر المؤتمرات في بيت لحم هو استثمار مشترك بين CCC وصندوق الاستثمار الفلسطيني. يتضمن الموقع [17]برك سليمان التاريخية الثلاثة، قلعة مراد (أو قلعة البراق) التي تضم متحف القلعة، وهو مدرج يمكن أن يستوعب ما يقرب من 1500 شخص، [18] البازار التقليدي لمركز الحرف اليدوية وغابة التراث الطبيعي. [19] المدير العام للموقع هو جورج ن باسوس، وهو أيضًا نائب رئيس مجلس الإدارة.[20]

## المشاريع الكبرى
أكملت شركة اتحاد المقاولين إنشاء أكبر مشروع لتحويل الغاز إلى سوائل في العالم. محطة قطر غاز 3 و 4 للغاز الطبيعي المسال، القطارات 6 و 7 في قطر؛ أكبر قطارات للغاز الطبيعي المسال في العالم تبلغ 7.82 مليون طن سنويًا. مع اكتمال هذين القطارين، يمكن لشركة CCC أن تعلن بفخر أنها أكثر مقاول إنشاء الغاز الطبيعي المسال خبرة في جميع أنحاء العالم، بعد أن أنجزت 17 قطارًا للغاز الطبيعي المسال بسعة إجمالية تبلغ 82 مليون طن سنويًا، أي ما يعادل 30 ٪ من جميع مرافق الغاز الطبيعي المسال في العالم. [14]
- دبي مول الذي شيده CCC هو أكبر مركز تسوق في العالم. يتألف المشروع من مساحة مركز تجاري تبلغ مساحتها 515.000 متر مربع، أي ما يقرب من 50 ملعب كرة قدم، و 550.000 متر مربع لمواقف السيارات، ومبنى محطة تبريد منطقة تبلغ 42.000 طن تبريد. يضم المول 1200 متجرًا ويضم أيضًا دبي أكواريوم وحديقة الحيوانات المائية، وحلبة دبي للتزلج على الجليد بحجم أولمبي، ومفهوم كيدزانيا «التعليمي الترفيهي» للأطفال ومجمع سينما داخلي ضخم.[22]يحتوي الأكواريوم على مسافة 270 درجة سيرًا على الأقدام عبر نفق وأكبر نافذة مشاهدة في العالم. حقق مركز دبي للأحياء المائية والاكتشافات رقمًا قياسيًا في موسوعة غينيس لأكبر لوحة أكريليك في العالم، بعرض 32.88 مترًا × 8.3 مترًا ارتفاعًا × 750 ملمًا، ويزن 245.614 كجم.[22]

- جامعة الأميرة نورة بنت عبد الرحمن (البنية التحتية لأعمال الموقع ومصنع المرافق) هي واحدة من أكبر عشر جامعات في العالم وهي أكبر جامعة للنساء فقط في العالم. إنه أول حرم جامعي أخضر في المملكة العربية السعودية. تبلغ مساحتها 8,000,000 متر مربع وتتكون من مباني أكاديمية ومباني إدارية ومستشفى ومراكز أبحاث وموظفين ومساكن طلاب ومدارس ومرافق رياضية ومصانع ومباني مرافق ونفق مرافق بطول 5 كيلومترات. يمكن للجامعة استيعاب ما يصل إلى 40.000 طالب و 4000 موظف.[23]

في تقرير أبريل 2019، أدرجت شركة اتحاد المقاولين هذه المشاريع الإنشائية البارزة: «دبي مول، ومطار أبوظبي الدولي - مبنى المحطة الوسطى، مشروع مترو الرياض، 30٪ من جميع مرافق الغاز الطبيعي المسال في العالم، الأبراج السكنية، الفنادق، الطاقة المحطات ومحطات وشبكات معالجة المياه والصرف الصحي والطرق والجسور والمعامل الصناعية والمعالجة وخطوط الأنابيب حول العالم». 

## مشاريع المطارات
- تم منح المحطة الوسطى لمطار أبوظبي الدولي، وهو مشروع بقيمة 3.2 مليار دولار أمريكي، إلى المشروع المشترك بين CCC و TAV وأرابتك. يعد مبنى المطار الجديد الذي تبلغ مساحته 700000 متر مربع واحدًا من أكبر مشاريع المطارات التي تم تصميمها على الإطلاق، وسوف تزيد سعة الركاب في مطار أبوظبي الدولي عن الضعف لتصل إلى 47 مليون شخص، بما يتماشى مع توقعات الركاب حتى عام 2030 على الأقل. [24]

- توسعة مطار مسقط الدولي هي مشروع بملايين الدولارات الأمريكية (2009-2014) سيزيد من قدرة المطار بمقدار 12 مليون مسافر سنويًا. حصل المشروع المشترك بين CCC و TAV التركية على عقد بقيمة 1.3 مليار دولار أمريكي [25]لتنفيذ جميع الأعمال المدنية. وهذا يشمل بناء مطار جديد (المدرج الشمالي وجميع الممرات المساعدة)، تجديد المطار الحالي؛ جميع أعمال المرافق، وإنشاء مباني المرافق والمحطات الفرعية؛ نظام الطرق الجانبية والأرضية بما في ذلك الجسور والتقاطعات؛ أعمال الصرف الصحي والمناظر الطبيعية الناعمة والصعبة. [26]كما أنشأت شركة اتحاد المقاولين الجسر العلوي المكون من ستة حارات، والذي يربط مطار مسقط الجديد بشارع 18 نوفمبر.[27]

- شاركت شركة اتحاد المقاولين، بشكل كبير في بناء مطار حمد الدولي الجديد في قطر. عبر العديد من الحزم، يشمل نطاق CCC برج مراقبة الحركة الجوية ومرافق الدعم الخاصة به، ونظام الوصول إلى منطقة الوسط، ومبنى الاتصالات في منتصف الملعب، ومحطات الإطفاء، ومجمعات البناء الإدارية، والمركز الطبي وقرية الموظفين، وحظيرة الطيران العامة، ومرفق معالجة النفايات الصلبة.[28]
- تم منح مشروع مشترك، بين Vinci SA و CCC و TAV وأودبريشت في عام 2007 لبناء مباني جديدة، بمطار طرابلس الدولي في ليبيا بقيمة ملياري دولار أمريكي. ستبلغ مساحة المبنيين الإجمالية 325000 متر مربع وسوف تستوعب ما يصل إلى 20 مليون مسافر سنويًا.[29]لم يتم تعليق البناء بسبب عدم الاستقرار السياسي في المنطقة، ولكن تم استئنافه الآن. كما تقوم شركة اتحاد المقاولين أيضًا ببناء مبنى ركاب جديد بقيمة 500 مليار دولار أمريكي في مطار سبها في جنوب ليبيا.

- قام مشروع مشترك بين،  Hochtief و CCC ببناء 490 مليون دولار أمريكي، مطار رفيق الحريري الدولي في بيروت، لبنان بين عامي 1994 و 2000.[30]

- تم بناء مطار كومو والبنية التحتية في بابوا غينيا الجديدة، من قبل ماكونيل و CCC المشروع المشترك.[31] يقع المدرج على ارتفاع 1600 متر فوق مستوى سطح البحر، ويبلغ طوله 3.2 كيلومترًا وعرضه 45 مترًا. تم تصميم المطار خصيصًا لاستيعاب طائرات أنتونوف An-124 روسلان. ستوفر طائرات الشحن الأوكرانية الضخمة هذه قطعًا كبيرة من المعدات لبناء محطة تكييف حقل غاز Hides في مشروع PNG LNG، والتي تقع على بعد 10 كم إلى الشمال الشرقي من مطار كومو. كما سيتم استخدام المطار كقاعدة لنقل العمال على طائرات بومباردييه داش 8 لمساعدة جهود المنبع المستقبلية في المنطقة الأوسع.[32]

## التعقيدات القانونية
في آذار/مارس 2008، أبرمت شركة أمباتوفي للمعادن (Ambatovy Minerals S.A)، وهي شركة لتعدين النيكل والكوبالت وتكريره، عقدًا مع شركة سي سي سي لبناء خط أنابيب بطول 220 كيلومترًا في مدغشقر. ومنذ بداية العقد، نشأت مشاكل، مما استلزم إدخال تعديلات متتالية على العقد. وعلى الرغم من هذه التعديلات، استمرت التوترات، مما أدى إلى إجراءات التحكيم في عام 2012 في تورنتو، بموجب قواعد محكمة التحكيم الدولية.
وبعد أكثر من ثلاث سنوات من الإجراءات، أصدرت هيئة التحكيم في سبتمبر 2015 قرارًا لصالح شركة أمباتوفي مينرالز ش.م.م. في سبتمبر 2015، حيث قضت المحكمة بـ25 مليون دولار أمريكي مقابل 7 ملايين دولار أمريكي لشركة سي سي سي، مما أدى إلى حكم صافٍ قدره 18 مليون دولار أمريكي لصالح شركة أمباتوفي مينرالز ش.م.م. استأنفت شركة اتحاد المقاولين هذا القرار أمام محكمة الاستئناف في أونتاريو، ولكن رُفض الاستئناف.
على الرغم من نهائية القرار وحصول شركة أمباتوفي للمعادن ش.م.م. على حكم نهائي في لبنان في عام 2019، إلا أن شركة اتحاد المقاولين كانت مترددة في الوفاء بدينها. وقد باءت محاولات عديدة للتسوية الودية بالفشل، مما يسلط الضوء على سلوك شركة اتحاد المقاولين الذي يبدو أنه لا يتجاهل التزاماتها التعاقدية فحسب، بل يتجاهل أيضًا القرارات القضائية والتحكيمية.
تؤكد هذه القضية على التحديات التي تواجه إنفاذ قرارات التحكيم الدولية وتسلط الضوء على سلوك بعض الشركات التي تحجم عن الالتزام بالقواعد المعمول بها والوفاء بالتزاماتها المالية.

## وصلات خارجية
- موقع الشركة

‌